# Кабаньяс-дель-Кастильйо
Кабаньяс-дель-Кастильйо (ісп. Cabañas del Castillo) — муніципалітет в Іспанії, у складі автономної спільноти Естремадура, у провінції Касерес. Населення — 394 особи (2010).
Муніципалітет розташований на відстані близько 180 км на південний захід від Мадрида, 75 км на схід від Касереса.
На території муніципалітету розташовані такі населені пункти: (дані про населення за 2010 рік)
- Кабаньяс-дель-Кастильйо: 29 осіб
- Ретамоса: 48 осіб
- Ротурас: 253 особи
- Солана: 64 особи

## Демографія
Динаміка населення (INE ):